# Catagramma uaupensis
Catagramma uaupensis är en fjärilsart som beskrevs av Dillon 1948. Catagramma uaupensis ingår i släktet Catagramma och familjen praktfjärilar. Inga underarter finns listade i Catalogue of Life.